# Истерн (тауншип, Миннесота)
Истерн (англ. Eastern) — тауншип в округе Оттер-Тейл, Миннесота, США. На 2000 год его население составило 256 человек.

## География
По данным Бюро переписи населения США площадь тауншипа составляет 94,7 км², из которых 91,5 км² занимает суша, а 3,2 км² — вода (3,42 %).

## Демография
По данным переписи населения 2000 года здесь находились 256 человек, 96 домохозяйств и 74 семьи. Плотность населения — 2,8 чел./км². На территории тауншипа расположено 114 построек со средней плотностью 1,2 построек на один квадратный километр. Расовый состав населения: 98,83 % белых, 0,39 % коренных американцев, 0,39 % — других рас США и 0,39 % приходится на две или более других рас. Испанцы или латиноамериканцы любой расы составляли 0,78 % от популяции тауншипа.
Из 96 домохозяйств в 35,4 % воспитывались дети до 18 лет, в 68,8 % проживали супружеские пары и в 22,9 % домохозяйств проживали несемейные люди. 21,9 % домохозяйств состояли из одного человека, при том 8,3 % из — одиноких пожилых людей старше 65 лет. Средний размер домохозяйства — 2,67, а семьи — 3,08 человека.
28,5 % населения — младше 18 лет, 6,6 % — в возрасте от 18 до 24 лет, 25,4 % — от 25 до 44, 24,6 % — от 45 до 64, и 14,8 % — старше 65 лет. Средний возраст — 38 лет. На каждые 100 женщин приходилось 116,9 мужчин. На каждые 100 женщин старше 18 приходилось 128,8 мужчин.
Средний годовой доход домохозяйства составлял 31 563 доллара, а средний годовой доход семьи — 40 156 долларов. Средний доход мужчин — 21 500 долларов, в то время как у женщин — 21 500. Доход на душу населения составил 17 964 доллара. За чертой бедности находились 11,3 % семей и 12,7 % всего населения тауншипа, из которых 11,9 % младше 18 и 10,8 % старше 65 лет.